# Suisse au Concours Eurovision de la chanson 2024
La Suisse est l'un des trente-sept pays participants au Concours Eurovision de la chanson 2024 qui se déroule à Malmö en Suède. Le pays remporte le concours grâce à Nemo et sa chanson The Code.

## Sélection interne
Le diffuseur suisse, la société suisse de radiodiffusion et télévision (SRG SSR) confirme sa participation à l'Eurovision 2024 le 7 juillet 2023
 et annonce dans la foulée que leur représentant sera déterminé par le biais d'une sélection interne.
Avant l'ouverture de la période de soumission des candidatures, le camp annuel d'écriture de chansons SUISA a lieu à Maur du 30 mai au 1er juin 2023. Durant cette étape, des artistes composent des chansons qui sont en général soumises par la suite à la SRG SSR en tant que candidatures potentielles à l'Eurovision. Parmi les participants au camp d'écriture 2023 figurent Teya (l'une des représentantes de l'Autriche en 2023), Elsie Bay (trois fois participante à la finale nationale norvégienne du Grand Prix Melodi, une fois en tant qu'auteur-compositeur) et Linda Dale (l'un des auteurs-compositeurs de Queen of Kings, la chanson norvégienne  lors de l'Eurovision 2023. Linda Dale est par la suite mentionnée comme l'un des paroliers de The Code, la chanson  gagnante.
La SRG SSR  ouvre entre le 10 mai et le 24 août 2023 une période de soumission des candidatures afin de permettre aux artistes et compositeurs intéressés de soumettre leurs candidatures. Les artistes et auteurs-compositeurs de toute nationalité peuvent soumettre des chansons, bien que la priorité soit donnée aux ressortissants ou résidents suisses. Au terme de cette période de soumission des candidatures, près de 420 candidatures sont reçues . Elles sont évaluées en plusieurs tours par un jury public suisse, un jury public international et un jury d'experts internationaux composé de 25 membres. Le 5 décembre 2023, les cinq artistes retenus par les différents jurys enregistrent leurs chansons dans les studios SRF de Zurich. Les jurys ont ensuite procédé à la sélection du représentant suisse en se basant sur les versions studio.
Le 29 février 2024, l'artiste victorieux de la sélection interne est annoncé : il s'agit de Nemo. Sa chanson, intitulée The Code, est écrite par Benjamin Alasu, Lasse Midtsian Nymann, Linda Dale et Nemo lui-même est publiée le même jour par le label Better Now. La SRG SSR déclare à propos de la chanson qu'elle se distingue des dernières chansons suisses au concours (2020, 2021, 2022 et 2023) car elle n'est pas « une ballade masculine ».

## À l'Eurovision
Lors du tirage au sort des demi-finales effectué le 30 janvier 2024, la Suisse a été répartie dans la première moitié de la deuxième demi-finale qui se déroulera le 9 mai 2024 et à laquelle voteront l'Espagne, la France et l'Italie ainsi que le « reste du monde ». Elle participe à la grande finale qui se déroule le 11 mai 2024.
En finale, Nemo reçoit 12 points de la part de 22 pays sur 36, sans compter la Suisse. Tout les autres, à l'exception de la Croatie, lui donnent également des points. Au total, ce sont 365 points qui placent The Code en tête des votes des jurys. Grâce aux 226 points du télévote, la chanson remporte le concours, devant la Croatie, l'Ukraine, la France et Israël.